# 瑞安·荷德
瑞安·荷德（英語：Ryan Held，1995年6月27日—），美國游泳運動員，擅長自由式。他代表美國參加2016年奧運會的游泳賽事，並且幫助美國在2016年夏季奧林匹克運動會男子4×100公尺自由式接力比賽中獲得金牌。

## 外部連結
- 瑞安·荷德的X（前Twitter）